# Сатраньо, Лидия Эльса
Лидия Эльса Сатраньо (исп. Lidia Elsa Satragno, 11 ноября 1935, Сан-Хусто, Буэнос-Айрес — 8 декабря 2022, Буэнос-Айрес) — аргентинская журналистка, политик, актриса, модель и телеведущая. Известна как Pinky.
Как политик была кандидатом от партии Ла Матанса в 1999 году, представляя «Alliance for Work, Justice and Education», но потерпела поражение, получив небольшое количество голосов избирателей. В 2007 году была избрана депутатом от провинции Буэнос-Айрес, представляя альянс Union PRO.

## Биография
Лидия Эльза Сатраньо родилась в западном пригороде Буэнос-Айреса, Сан-Хусто, в 1935 году. Дебютировала на аргентинском телевидении в рекламе уксуса в 1956 году, а к 1957 году появилась в 22 телевизионных рекламных роликах. Этот успех позволил ей начать вести собственное ток-шоу «Buenos Días Pinky» на общественном телевидении Аргентины, где она была замечена и получила приглашение в качестве почётного гостя от канцлера Германии Конрада Аденауэра. Шоу также принесло известность сценаристу Марии Элене Уолш и в целом помогло женщинам получать работу на аргентинском телевидении. Получила роль в фильме известного режиссёра Леопольдо Торре Нильссона («Падение», 1959 год), в 1961 году ей предложили стать соведущей Бернардо Нойштадта в программе «Носотросе», она стала первой аргентинской женщиной на телевидении, удостоенной такой чести. Шоу, организованное Incomunicados совместно с Нойштадтом в 1963 году, запомнилось интервью с Артуро Фрондиси, первым, данным на аргентинском телевидении бывшим президентом. Её работа с Нойштадтом и знакомство с миром политики привели к дружбе с молодым стратегом Родольфо Терраньо от UCR — партии, которую она поддерживала.
Была ведущей или одним из организаторов ряда других ток- и развлекательных шоу в 1960-х — 1970-х годах, наиболее успешными из которых были Feminísima, El pueblo quiere saber (Люди хотят знать), Pinky y la noticia и Десятилетие 60-х. В 1960-х годах она также была занята в других кино-проектах аргентинских и мексиканских режиссёров. В 1962 году один из пришедших к ней на интервью, восходящая фигура аргентинского танго по имени Рауль Лавье, недавно расставшийся с предыдущей подругой, быстро завязал отношения с доброжелательной хозяйкой; в 1965 году они поженились.
Вскоре Сатраньо стала известна в Аргентине как «Мисс Телевидение», в то же время в её личной жизни начался трудный период. Она разошлась с Лавье, впоследствии они воссоединялись и расходились несколько раз, прежде чем окончательно расстаться в 1974 году, что Лидия объясняла неверностью Лавье. В 1970 году у неё диагностировали рак груди, но через несколько лет она выздоровела. Сатраньо была среди звёзд, присутствовавших на открытии аргентинского цветного телевещания в 1978 году. Вскоре, однако, она потеряла популярность у руководства страны из-за интервью, взятого у Нормы Алеандро, известной актрисы и диссидента. Отстранение от телевидения побудило Сатраньо обратиться к театральной сцене, она получила главные роли в постановках «Две женщины», «Монологи вагины», «Узник Второй авеню» и других. Она также организовала успешную церемонию Энни в Буэнос-Айресе.
Её решение провести в 1982 году сбор средств на продолжающуюся войну за Фолклендские острова стоило Сатраньо потере влияния после прихода в 1983 году к власти демократов из UCR — партии, которую, по иронии судьбы, она поддержала. Продолжая вести ряд радио- и телешоу, Сатраньо переехала в Азул, где вела общенациональную трансляцию «Десятилетие 80-х». Она официально присоединилась к Радикальному гражданскому союзу после избрания этой партией в 1995 году Родольфо Терраньо своим президентом, а в 1999 году она баллотировалась на пост мэра Ла-Матанса, самого густонаселенного района в провинции Буэнос-Айрес. После предварительных подсчётов результатов голосования в ночь выборов вывело её, с небольшим преимуществом, в победители. Позже она была вынуждена признать поражение после того, как окончательный подсчёт голосов показал небольшое преимущество кандидата от Партии юстициалистов (перонистов) Альберто Балестрини.
Мэр Буэнос-Айреса Энрике Оливера назначил её секретарем по продвижению социальной политики города в 2000 году, она заслужила похвалу за свои усилия по борьбе с домашним насилием.
Сатраньо вернулась на телевидение со своими программами в 2001 году, а в 2006 году она была удостоена престижной премии Мартина Фиерро за выдающиеся достижения в области вещания. Проведя более 30 000 часов на аргентинском телевидении, она объявила о своем намерении баллотироваться в Палату депутатов. Участвуя в правоцентристском предложении республиканцев, основанном бизнесменом (и позже мэром Буэнос-Айреса) Маурисио Макри, Сатраньо была избрана в Конгресс в октябре 2007 года. Два её сына, Леонардо и Гастон Сатраньо, в 2003 году сформировали Ultratango, музыкальную группу, выступающую в жанре Nuevo tango.
После промежуточных выборов 2009 года, в возрасте 74 лет, Сатраньо стала деканом нижней палаты Конгресса, председательствовала на сессии 4 декабря, на которой было избрано новое руководство органа.
Умерла 8 декабря 2022 года в возрасте 87 лет в Буэнос-Айресе.

## Фильмография
- 1966 — Ritmo, amor y juventud
- 1964 — El demonio en la sangre
- 1959 — La caída